# Блиц (газета)
Блиц (Blic) — сербская ежедневная газета, выпускается с 16 сентября 1996 года. С 2004 года принадлежит швейцарской компании Ringier AG.

## История
В 1990-х годах сербские газеты, в том числе такие крупные как «Политика» и «Вечерние новости», отображали точку зрения сербских властей, но игнорировали мнение оппозиции. Газета «Блиц», основанная в 1996 году австрийскими бизнесменами Петером Кельбелем и Александаром Лупшичем, была на тот момент единственной оппозиционной газетой в Сербии. Популярность газеты стала настолько большой, что тираж вырос до 250 000 экземпляров в день. Однажды, издательство «Борба» объявило, из-за технических причин не смогло изготовить более 80 000 копий праздничного выпуска, что было расценено, как давление на редакцию газеты «Блиц». В течение многих лет «Блиц» был известен своей близостью к Демократической партии, которая была у власти в течение большей части времени в период с 2000 по 2012 год. После продажи швейцарцам газета стала более ориентированной на прибыль, что отразилось на её стиле, содержании и редакционной политике.
В 2004 году акции газеты были проданы швейцарской компании Ringier AG. В настоящее время газетой владеет сербская дочерняя компания швейцарского медиахолдинга Ringier Axel Springer Media AG, совместного предприятия швейцарской компании Ringier AG и немецкой Axel Springer SE. Помимо «Блиц», Ringier Axel Springer Media AG принадлежат общественно-политический еженедельник НИН (Недељне информативне новине), журналы Original и Elevate, видеоонлайн-платформы Blic TV и Clip.rs, сайты и порталы Ana.rs, Blic.Žena, Žena.rs, Pulsonline.rs, NOIZZ и Blic-onlajn.

## Тираж и популярность
В 2007 году газета «Блиц» выходила средним тиражом в 180 948 экземпляров в день. К 2016 году тираж снизился до примерно 58 000 экземпляров (4-е место в Сербии). По данным проекта Media Ownership Monitor в 2018 году газета «Блиц» являлась второй в Сербии по охвату аудитории после издания Informer.
Сайт газеты «Блиц» c 2010 года входит в список самых популярных сайтов Сербии.

## Критика
Газета «Блиц» обвинялась в «обелении» НАТО. Также в выпуске 19 июня 2010 года на одной из фотографий был изображён боснийский муфтий Муамер Зукорлич, пожимавший руку Папе Римскому Бенедикту XVI, одетым в православную рясу. Также на нём был головной убор с крестом и надписью «Већи Папа од Папе», что вызвало скандал.